# Marion Mack
Marion Mack, pseudonimo di Joey Marion McCreery Lewyn (Mammoth, 8 aprile 1902 – Costa Mesa, 1º maggio 1989), è stata un'attrice e sceneggiatrice statunitense. Ha usato anche il nome di Elinor Lynn in alcuni cortometraggi. È nota per il suo ruolo, a fianco a Buster Keaton, nel film Come vinsi la guerra (The General) del 1926. Dopo essersi ritirata dalla recitazione nel 1928, scrisse varie sceneggiature per cortometraggi e intraprese la carriera di agente immobiliare.

## Biografia

### Carriera cinematografica

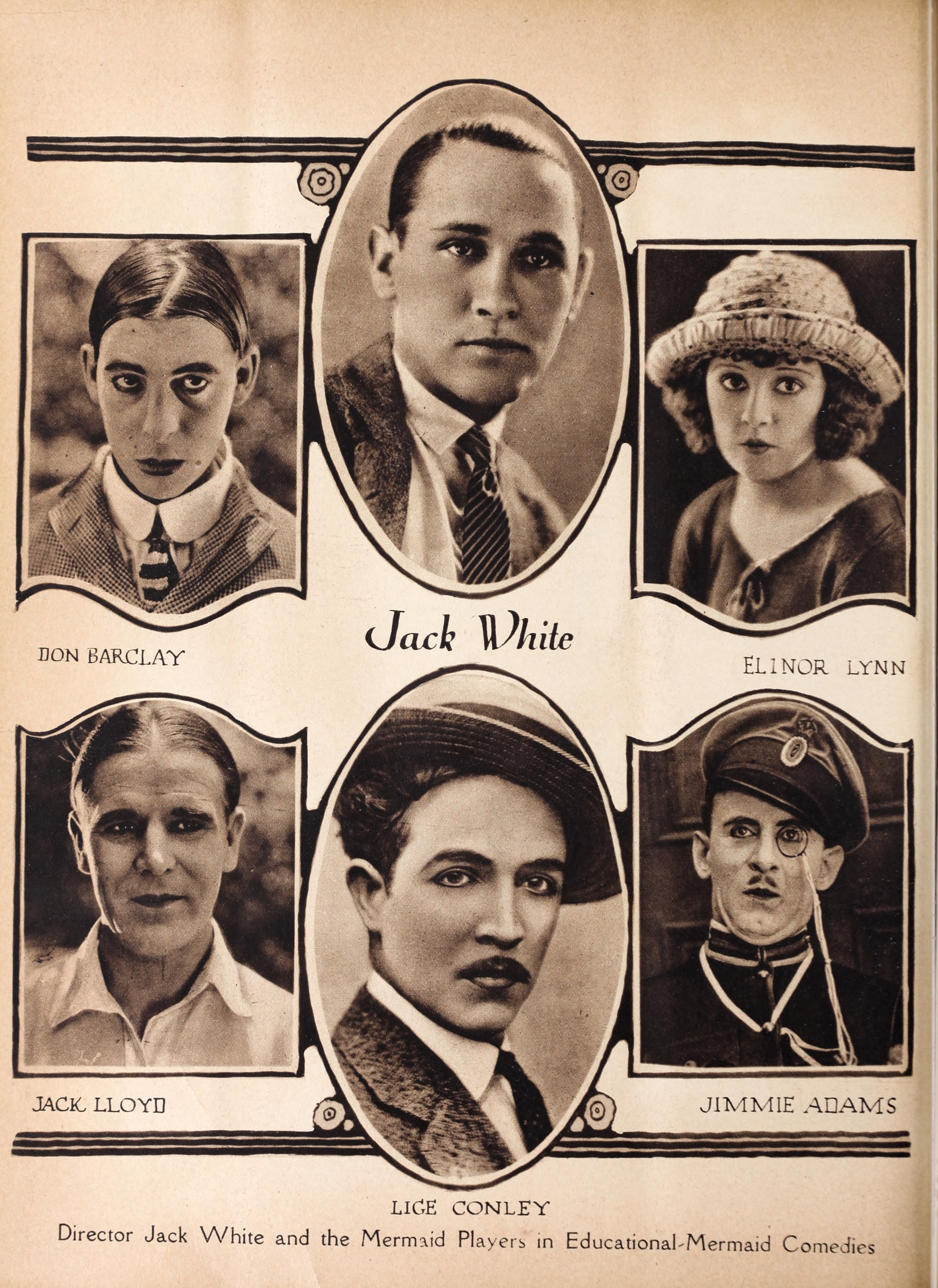
Pubblicità del 1922 con foto di Jack White (al centro) e i "personaggi" delle Mermaid Comedies Don Barclay, Jack Lloyd, Lige Conley, Jimmie Adams ed Elinor Lynn

Dopo essersi diplomata, Marion Mack spedì una lettera con una fotografia al regista Mack Sennett esprimendo il suo desiderio di fare l'attrice. Il manager di Sennett le rispose, informando Marion che le avrebbero concesso un'intervista se fosse mai andata ad Hollywood. Marion Mack, suo padre e la sua matrigna si recarono poco dopo a Hollywood ed entrarono nei Keystone Studios di Senneth. Con grande disapprovazione di suo padre, Marion fu assunta come una "bathing beauty" per $25 a settimana. Il suo debutto cinematografico fu nel film On a Summer Day (1921).

Nei film, Marion Mack ha utilizzato inizialmente il suo vero nome (Joey Marion McCreery o Joey McCreery). Tra il 1921 e il 1922, ha usato il nome Elinor Lynn in vari cortometraggi diretti da Jack White, affiancando Lige Conley e Jimmie Adams. Dal 1923 ha adottato lo pseudonimo di Marion Mack. 

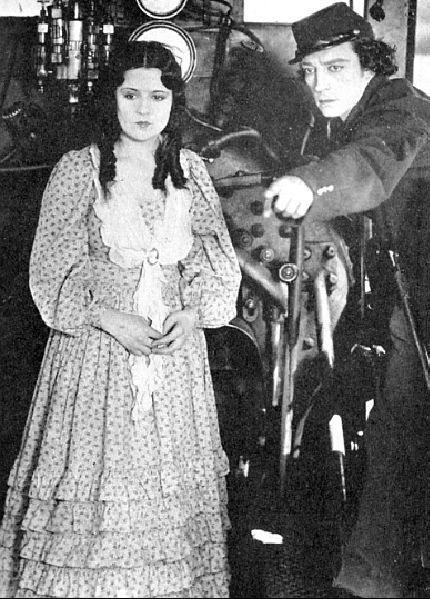
Marion Mack e Buster Keaton in Come vinsi la guerra (1926)

Dopo essere apparsa in diversi cortometraggi di Senneth, lasciò la Keystone e firmò per fare le Mermaid Comedies per $100 a settimana. Nel mentre però, è apparsa in vari cortometraggi comici. Ha lavorato anche agli Universal due ha avuto ruoli in diversi western. Ritorna poi un anno dopo alle Mermaid Comedies.
Nel 1923, lei ha contribuito alla scrittura ed è apparsa in un film semi-autobiografico, Mary of the Movies. Questo film fu un successo al botteghino e Marion Mack passò a ruoli da protagonista nei drammi d'azione/crime come One of The Bravest (1925) e il dramma The Carnival Girl (1926). Nel 1926 è stata scelta per il suo ruolo più noto come Annabelle Lee, l'ex fidanzata del personaggio di Buster Keaton, Johnnie Grey, nel film comico sulla guerra civile americana Come vinsi la guerra. Il film ebbe un discreto successo ma non riuscì a portare un profitto a causa dell'alto budget. Infine, Marion Mack apparve nel suo ultimo film Alice in Movieland nel 1928.
Dopo questo film rinunciò alla recitazione in quanto trovava la pressione del girare per lunghi periodi troppo faticosa (Come vinci la guerra è stato girato per un periodo di oltre sei mesi in Oregon). Dopo essersi ritirata dalla recitazione, iniziò la carriera di sceneggiatrice e scrisse sceneggiature per dei cortometraggi per Metro-Goldwyn-Mayer e Warner Bros. Il marito di Marion Mack, il produttore Louis Lewyn, ha prodotto i film. Uno dei film da lei scritti fu diretto da Keaton, ovvero il cortometraggio del 1938 Streamlined Swing.

### Anni successivi
Dagli anni quaranta, i cortometraggi iniziarono ad essere sempre meno popolari e la salute del marito di Marion Mack iniziò a peggiorare. Nel 1949 iniziò un'altra nuova carriera come agente immobiliare nell'Orange County, California. Insieme al marito si stabilì quindi a Costa Mesa (California). La coppia inoltre possedeva una proprietà a Beverly Hills e mantenne rapporti con le persone con le quali hanno lavorato nell'industria cinematografica, come Rudy Vallee e Clara Bow.
Nel 1970 lo storico cinematografico Raymond Rohauer rintracciò Marion Mack nella sua casa a Costa Mesa a causa del rinnovato interesse per il film Come vinsi la guerra. Anche se il film non fu un successo né dal punto di vista commerciale né da quello della critica quando il film venne rilasciato nelle sale, trovò poi l'interesse del pubblico tanto da diventare uno dei più grandi film di Buster Keaton. Per supportare il film, Marion Mack partecipò alle proiezioni di Come vinsi la guerra in vari festival cinematografici finché dei problemi cardiaci non le impedirono di viaggiare. Nel 1978, Marion Mack ha avuto due infarti. Apparve poi nella serie docimentaria Hollywood (1980) dove ha trattato della sua esperienza nel girare Come vinsi la guerra.

### Vita privata
Marion Mack incontrò il produttore Lewis Lewyn dopo aver vinto un concorso di bellezza agli Thomas H. Ince Studios. Si sposarono nel 1923 e ebbero un figlio di nome Lannie. La coppia rimase sposata fino alla morte di Lewyn nel 1969.
Il 1 maggio 1989, Marion Mack morì per insufficienza cardiaca a Costa Mesa, California all'età di 87 anni. Dopo un funerale privato, Marion Mack fu sepolta al Pacific View Memorial Park a Corona del Mar, Newport Beach.

## Filmografia

### Attrice
- On a Summer Day (1921), regia di Albert Austin (cortometraggio)
- Reputation (1921), regia di Stuart Paton (cortometraggio)
- The Cowpuncher's Comeback (1921), regia di Edward Laemmle (cortometraggio)
- Mary of the Movies (1923), regia di John McDermott
- One of the Bravest (1925), regia di Frank O'Connor (cortometraggio)
- The Carnival Girl (1926), regia di Cullen Tate
- Come vinsi la guerra (1926), regia di Buster Keaton
- Alice in Movieland (1928)

### Sceneggiatrice
- Mary of the Movies (1923), regia di John McDermott
- Streamlined Swing (1938), regia di Buster Keaton (cortometraggio)
- Rodeo Dough (1940), regia di Sammy Lee (cortometraggio)
- Sharing Stars (1942), regia di Basil Wrangell (cortometraggio)